# Hans Röttiger
Hans Röttiger (Hamburg, 16 april 1896 - Bonn, 15 april 1960) was een Duitse officier en General der Panzertruppe in de Heer tijdens de Tweede Wereldoorlog. Later was hij een Generalleutnant in de Bundeswehr en inspecteur van het leger.

## Leven
Op 16 april 1896 werd Hans Röttiger in Hamburg geboren. Hans Röttiger (geboren 13 juli 1928) was de zoon van de Hamburgse pedagoog Wilhelm Röttiger, en zijn moeder Anna Röttiger (geboortenaam Boyer).

### Eerste Wereldoorlog
In 1914 trad Röttiger in het dienstvak van de artillerie in het Pruisische leger. En diende als Leutnant vanaf 1915 in het Lauenburgischen Fußartillerie-Regiment Nr. 20 wat in Hamburg-Altona gestationeerd was. In het voorjaar van 1915 vocht hij aan het Oostfront. Vanaf 1916 werd hij naar het Westfront overgeplaatst. Vanaf juni 1918 werd hij als ordonnansofficier bij het artilleriecommando van de Heeresgruppe Deutscher Kronprinz ingezet. Tijdens de Eerste Wereldoorlog werd Röttiger met de beide klasse van het IJzeren Kruis 1914 onderscheiden.

### Interbellum
Na de oorlog werd Röttiger in de Reichswehr opgenomen. Hij werd als batterijofficier bij het Reichswehr-Artillerie-Regiment 4 geplaatst. Zijn vader was na de oorlog als Major der Reserve uit de actieve dienst ontslagen, en werd later van een Oberrealschule directeur. In 1923 trouwde Röttiger met Ilse Boldt, het echtpaar kregen een dochter (geboren 1924/1925). Tussen 1923 en 1925 volgde Röttiger de opleiding voor de Generale Staf in de staf van de 4e Divisie. Deze opleiding heette Generalstabsausbildung, maar vanwege het Verdrag van Versailles werd het Führergehilfenausbildung genoemd. Vanaf 1925 was hij als Oberleutnant in verschillende functies, zoals batterijofficier, afdelingsadjudant en batterijchef actief. In het voorjaar van 1924 behoorde hij tot de 1e batterij van het 4e Artillerieregiment in Halberstadt. De volgende drie jaren werkte hij bij het 2e batterij van het 4e Artillerieregiment. In 1927/1928 werd Röttiger tot adjudant van de 1e (Pruisisch) afdeling van het 4e Artillerieregiment benoemd. In 1930/1931 behoorde hij tot het 1e batterij van het 4e Artillerieregiment in Halberstadt. In het derde jaar van de Führergehilfenausbildung, behaalde de Reinhardt-leergang. Hierna werd hij naar het Reichswehrministerium (Rijksministerie van Defensie) in Berlijn gecommandeerd. Op 1 oktober 1931 werd hij bevorderd tot Hauptmann i.G.. Daarna werd Röttiger naar de 1e compagnie van de 6. (Preuß.) Kraftfahr-Abteilung in Münster overgeplaatst. In 1934 werd hij tot 1e Generale Stafofficier (Ia) van de Kraftfahr-Lehrstab in Berlin-Moabit benoemd. De staf verhuisde later naar Zossen. Op 1 januari 1936 werd Röttiger bevorderd tot Major i.G.. Vanaf 10 november 1938 werd hij overgeplaatst naar de Generale Staf Heer. Op 1 februari 1939 werd hij bevorderd tot Oberstleutnant i.G.. Tijdens zijn functioneren in de Generale Staf werd hij ook tijdens de Poolse veldtocht ingezet.

### Tweede Wereldoorlog
Aan het begin de van Tweede Wereldoorlog diende Oberstleutnant i.G. Röttiger als 1e Generale Stafofficier (Ia) in het VI. Armeekorps (6e Legerkorps). In aanloop naar de Slag om Frankrijk, werd hij naar het nieuwgevormd XXXXI. Armeekorps (41e Legerkorps) overgeplaatst, en diende daar als stafchef. In deze functie werd hij bevorderd tot Oberst i.G.. Begin zomer 1941 tijdens Operatie Barbarossa nam met het Generalkommando XXXXI. Armeekorps aan de aanval op het noorden van Rusland deel. Op 1 januari 1942 werd hij afgelost. Röttiger werd vanwege zijn inzet met de beide klasse van Herhalingsgesp bij IJzeren Kruis 1939 onderscheiden. Hij werd tot stafchef van het 4. Panzerarmee (4e Pantserleger) benoemd. Op 26 januari 1942 werd Röttiger met het Duitse Kruis in goud onderscheiden. Als stafchef werd hij op 1 februari 1942 bevorderd tot Generalmajor. Op 27 april 1942 werd hij als stafchef afgelost. Vanaf 28 april was hij tot stafchef van het 4. Armee (4e Leger) benoemd. Midden juli 1943 werd hij weer afgelost. Hij werd tot stafchef van de Heeresgruppe A onder Generalfeldmarschall Ewald von Kleist benoemd. Eind 1944 werd hij afgelost en in het Führerreserve geplaatst. Begin juni 1944 werd Röttiger tot stafchef van de Heeresgruppe C en tegelijk tot Oberbefehlshaber Südwest (Opperbevelhebber Zuidwest) benoemd. Op 30 januari 1945 werd hij bevorderd tot General der Panzertruppe. Op 29 april 1945 werd hij aangewezen om te worden afgelost voor de voorbereiding van de capitulatie, samen met zijn opperbevelhebber, Generaloberst Heinrich von Vietinghoff, die zelfs werd gearresteerd. Bij een kennismaking met de nieuwe opperbevelhebber, generaal der infanterie Friedrich Schulz, werd hij op 1 mei 1945 gearresteerd en Schulz benoemde zichzelf tot opperbevelhebber van de Heeresgruppe C. Op 2 mei 1945 na de capitulatie, raakte Röttiger in westelijk-geallieerd krijgsgevangenschap. Hij zat tot 1948 gevangen.

## Na de oorlog
In november 1945 schreef Röttiger ter voorbereiding op de Processen van Neurenberg, dat hij tot het besef was gekomen:
daß die Bandenbekämpfung, die wir führten, im Endziele den Zweck hatte, den militärischen Bandenkampf des Heeres dazu auszunutzen, um die rücksichtslose Liquidierung des Judentums und anderer unerwünschter Elemente zu ermöglichen.
Deze transcript werd later ingetrokken, en later vervangen door een opgeschoonde versie. Hij werd vrijgelaten in 1948.
In 1950 was hij deelnemer aan de conferentie van Himmerod over de herbewapening. Bovendien waren Heinrich von Vietinghoff, Fridolin von Senger en Ettlerlin, Hermann Foertsch, Rudolf Meister, Dr. Robert Knauss, Adolf Heusinger, Dr. Hans Speidel. De Obersten Eberhard Graf von Nostitz, Johann von Kielmansegg, Major Horst Krüger, Wolf Graf v. Baudissin, de Admirals Walter Gladisch, Friedrich Ruge en Kapitän Alfred Schulze-Hinrichs betrokken bij de totstandkoming van het Himmeroder-memorandum over de Duitse herbewapening. Een jaar na de oprichting van de Bundeswehr, werd Röttiger op 12 november 1955 als Generalleutnant en lid van de Militärischer Führungsrat opnieuw in het leger ingesteld. Bij de opbouw van de Bundeswehr werd hij tot eerste inspecteur van het leger in de Bundeswehr benoemd. In deze functie werd hij als een Generalleutnant ingezet. Tijdens het uitoefenen van zijn functie stierf hij een dag voor zijn 64ste verjaardag. In de laatste jaren van zijn leven leed hij aan kanker. Hij werd door Generalleutnant Alfred Zerbel opgevolgd.

## Eerbetoon
In 1962 werd een kazerne (Röttiger-Kazerne) in het zuiden van Hamburg, in het stadsdeel Hamburg-Neugraben-Fischbek naar hem vernoemd.

## Militaire carrière
Bundeswehr:
- Generalleutnant:[2][5] 12 november 1955

Wehrmacht:
- General der Panzertruppe: 30 januari 1945[2][3][5]
- Generalleutnant: 1 september 1943[2][3][5]
- Generalmajor: 1 februari 1942[2][3][5]
- Oberst i.G.: 1 januari 1941[2][3][5]
- Oberstleutnant i.G.: 1 februari 1939[2][5]
- Major i.G.: 1 januari 1936[2][5]
- Hauptmann i.G.: 1 oktober 1931[2][5]
- Oberleutnant: 1 april 1925[2][5]
- Leutnant: 30 september 1915[2][5]
- Fahnenjunker-Unteroffizier: ca. 1914[2]
- Fahnenjunker: 15 september 1914[2]

## Onderscheidingen
- Duitse Kruis in goud op 26 januari 1942 als Oberst i.G. en Chef van de Generale Staf van het 41e Legerkorps[2][5][6]
- IJzeren Kruis 1914, 1e Klasse[2][5] en 2e Klasse[2][5]
- Herhalingsgesp bij IJzeren Kruis 1939, 1e Klasse[2][6] en 2e Klasse[2][5][6]
- Hanseatenkruis Hamburg
- Dienstonderscheiding van Leger en Marine[2], 1e Klasse (25 dienstjaren)
- Medaille Winterschlacht im Osten 1941/42
- Erekruis voor Frontstrijders in de Wereldoorlog[5] in 1934[2]